# Meripilaceae
Meripilaceae Jülich, 1982 è una famiglia di funghi basidiomiceti appartenente all'ordine Polyporales.

## Generi di Meripilaceae
Il genere tipo è Meripilus P. Karst., altri generi inclusi sono:
- Abortiporus
- Antrodia
- Diacanthodes
- Grifola
- Henningsia
- Hydnopolyporus
- Physisporinus
- Rigidoporus